# Lee Yeong-ae
Lee Yeong-ae (* 31. Januar 1971 in Seoul) ist eine südkoreanische Schauspielerin.

## Leben
Sie wurde durch ihre Rollen in Fernsehserien (v. a. in Dae Jang Geum) in ganz Asien sehr populär und ist daher eine beliebte Werbefigur. Eine nahezu gegensätzliche Rolle spielte sie 2005 als Racheengel in Park Chan-wooks Film Lady Vengeance der ihr einen Blue Dragon Award einbrachte.
2017 spielte sie nach einer 12-jährigen Auszeit die Hauptrolle in der Fernsehserie Saimdang, Light’s Diary.
Am 24. August 2009 heiratete sie in den USA einen koreanisch-amerikanischen Geschäftsmann. Seit dem 20. Februar 2011 ist sie Mutter von Zwillingen; einem Jungen und einem Mädchen.
2019 spielte sie die Hauptrolle in dem Film Bring Me Home von Kim Seung-woo, der seine Weltpremiere auf dem Toronto International Film Festival 2019 feierte. Es war ihr erster Filmauftritt nach 14 Jahren.

## Filmografie

### Filme
- 1996: Insyalla (인샬라)
- 1999: First Kiss (키스할까요?, Cameo-Auftritt)
- 2000: Joint Security Area (공동경비구역JSA)
- 2001: Last Present (선물)
- 2001: One Fine Spring Day (봄날은 간다)
- 2002: Jaemitneun Yeonghwa (재밌는 영화, Cameo)
- 2005: Lady Vengeance (친절한 금자씨)
- 2019: Bring Me Home (나를 찾아줘 Na-reul Chajajwo)

### Fernsehserien (Auswahl)
- 2000: Fireworks (불꽃 Bulkkot)
- 2003: Dae Jang Geum (대장금)
- 2017: Saimdang, Light’s Diary